# Tōrō nagashi

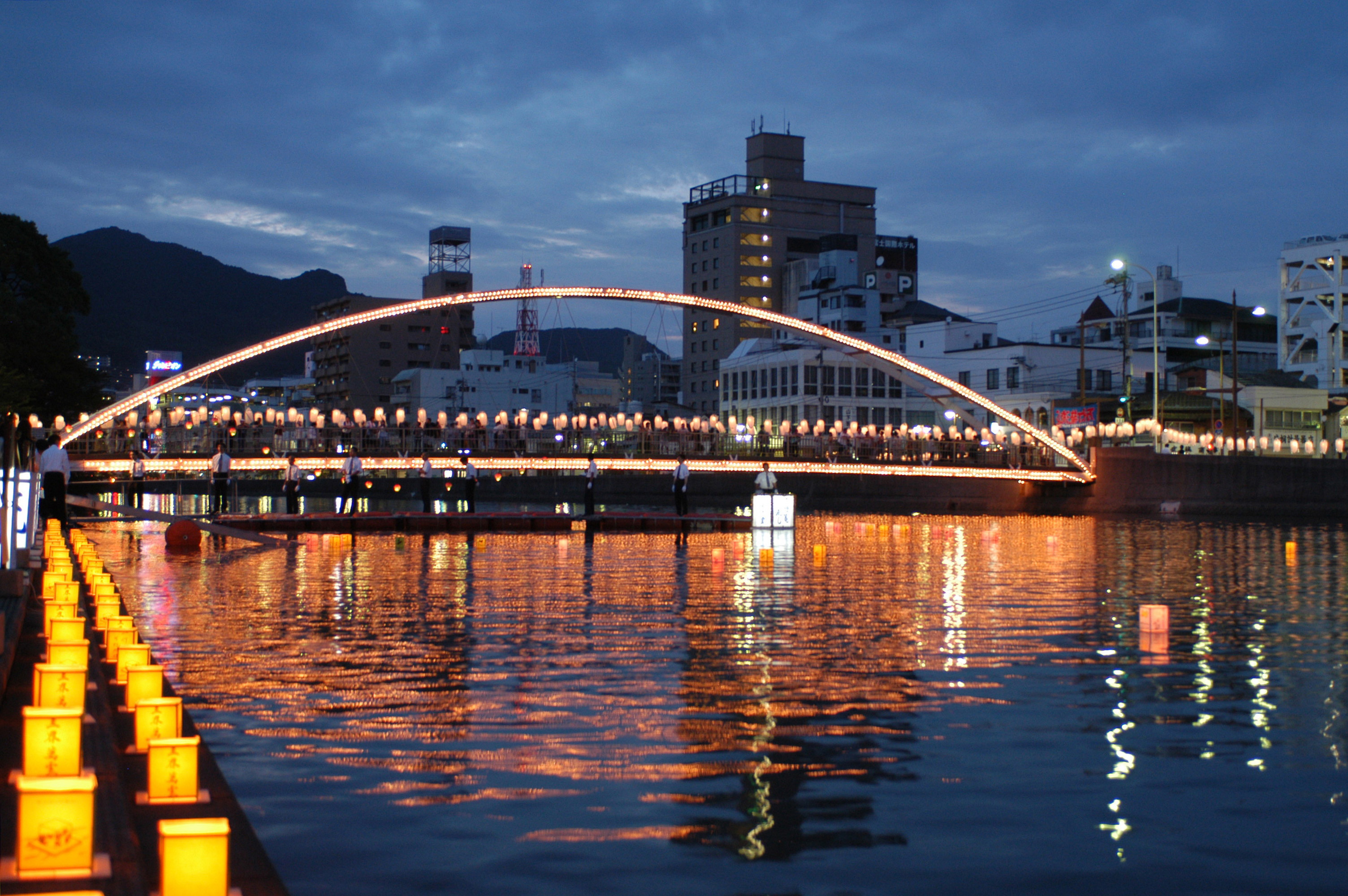
Tōrō nagashi a Sasebo

La Tōrō nagashi (灯籠流し?) è una cerimonia giapponese che consiste nel porre in un corso d'acqua barchette di carta; tōrō è un sinonimo di lanterna in giapponese, mentre nagashi significa "crociera, flusso acqueo". 
Questa tradizione ha inizio durante l'ultima sera della Festività di Bon e ha lo scopo di aiutare gli spiriti a raggiungere l'altro mondo.
La cerimonia può anche essere fatta in altri giorni - come per la ricorrenza del bombardamento su Hiroshima o per quanti morirono durante il Volo Japan Airlines 123; oppure in altri luoghi del mondo, come nelle Hawaii, per commemorare i caduti della seconda guerra mondiale.
La Festività di Bon prende luogo tra il tredici ed il sedici di agosto o luglio, in base al calendario a cui ci si attiene: le piccole lanterne di carta bianca indicano i morti dei tempi remoti. Nella tradizione giapponese gli uomini provengono dall'acqua, quindi le piccole lanterne sono le anime dei morti che tornano nel mare, loro genitore.